# Roberto Duarte Silva

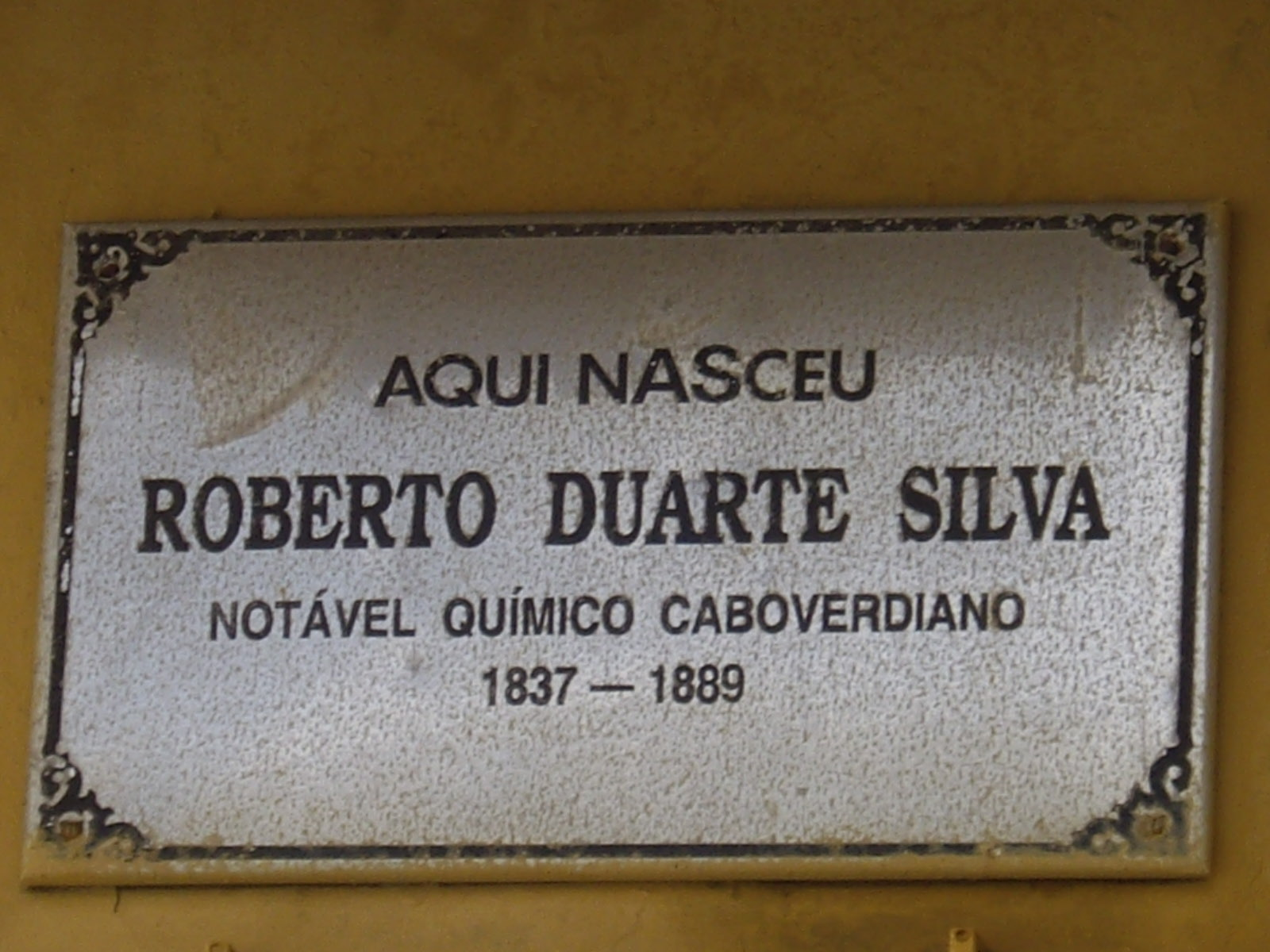
Placa na casa onde nasceu Roberto Duarte Silva

Roberto Duarte Silva (Ribeira Grande, Ilha de Santo Antão, 1837 —  Paris, 1889) foi um notável químico Cabo-verdiano, tendo-se distinguido no ramo da Química Orgânica.
Duarte Silva começou a trabalhar aos 14 anos como aprendiz num boticário, tendo mais tarde partido para Lisboa, onde trabalhou na Farmácia Azevedo e estudou na Escola de Farmácia. Viveu durante alguns anos em Macau e Hong Kong, onde abriu farmácia própria. Em 1863 seguiu para a França, para a cidade de Paris, onde completa uma licenciatura em Ciências Físicas. Em Paris trabalhou em laboratórios e leccionou em várias escolas, vindo a notabilizar-se como cientista, sobretudo no ramo da Química Orgânica.
Duarte Silva foi professor do químico Charles Lepierre, o qual se instalou em Portugal, em 1888, por sua sugestão. 
A casa onde nasceu, na Ribeira Grande (hoje em alguma ruína) tem uma placa alusiva a esse facto. A escola da Ribeira Grande tem o seu nome.
Em Lisboa há uma rua em Benfica com o seu nome.